# Hiéroglyphe égyptien E7
Pour les articles homonymes, voir Âne (homonymie).
Le hiéroglyphe égyptien E7 (âne) est classifié dans la section E « Mammifères » de la liste de Gardiner ; il y est noté E7.

## Représentation
Il représente un âne (Equus asinus).

## Utilisation
| aA · mt | E7 |

| aA · mt | E7 |

| F25 | m | E7 |

| F25 | m | E7 |

| E20 |

| E20 |

l'âne étant associé au dieu Seth et au mal.